# Каракаш, Джахит
Джахит Каракаш (род. 1928 в Бартыне) — турецкий инженер и политик, занимал несколько министерских постов, а также являлся спикером Великого национального собрания.

## Биография
Родился в 1928 году в городе Бартын. В 1952 году окончил Стамбульский технический университет. Затем учился в Германии, получил докторскую степень в Берлинском техническом университете. После этого вернулся в Турцию, работал инженером.
В 1965 году вступил в партию справедливости и на очередных парламентских выборах был избран от неё в Великое национальное собрание. В 1973 году он вошёл в состав правительства Нихата Эрима в качестве министра общественных работ. Каракаш занимал этот пост с 26 марта по 10 ноября 1971 года, затем был министром транспорта с 10 ноября по 11 декабря того же года. Позднее перешёл в республиканскую народную партию (РНП).
После парламентских выборов 1977 года, на которых РНП получила большинство голосов, члены Великого национального собрания в течение шести месяцев не могли избрать нового спикера. Избрание состоялось лишь 17 ноября, новым спикером стал Джахит Каракаш. Он занимал этот пост до государственного переворота 12 сентября 1980 года.
Впоследствии Каракаш ещё несколько раз менял партии. Он занимал пост члена Великого национального собрания вплоть до парламентских выборов 1987 года.
В 1984-86 и 87 годах входил в состав ПАСЕ от Турции.